# Limnophora wilhelmensis
Limnophora wilhelmensis är en tvåvingeart som beskrevs av Shinonaga 2005. Limnophora wilhelmensis ingår i släktet Limnophora och familjen husflugor. Inga underarter finns listade i Catalogue of Life.